# 卡斯蒂永德圣马托里
卡斯蒂永-德圣马托里（法語：Castillon-de-Saint-Martory，法語發音：[kastijɔ̃ də sɛ̃ maʁtɔʁi]，意为“圣马托里的卡斯蒂永”）是法国上加龙省的一个市镇，属于圣戈当区。

## 地理
卡斯蒂永-德圣马托里（43°8'4"N, 0°51'33"E）面积10.98 平方千米，位于法国奧克西塔尼大區上加龙省，该省份为法国西南部内陆省份，西南端与西班牙接壤，自此顺时针与上比利牛斯省、热尔省、塔恩-加龙省、塔恩省、奥德省和阿列日省接壤。
与卡斯蒂永-德圣马托里接壤的市镇（或旧市镇、城区）包括：阿尔诺吉耶姆、博沙洛、朗多尔特、拉图、莱斯泰勒-德圣马托里、列乌、圣马托里、圣梅达尔、塞普、蒙索内斯、普鲁皮亚里。
卡斯蒂永-德圣马托里的时区为UTC+01:00、UTC+02:00（夏令时）。

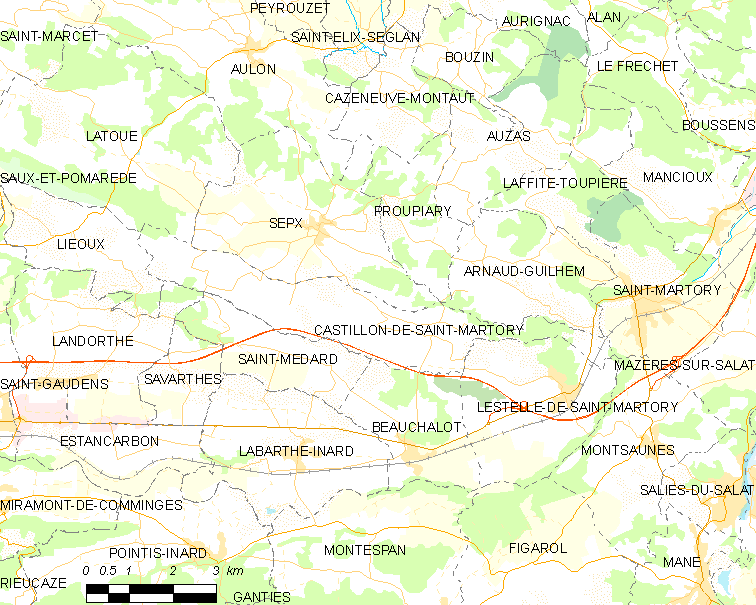
卡斯蒂永-德圣马托里的OSM定位图

## 行政
卡斯蒂永-德圣马托里的邮政编码为31360，INSEE市镇编码为31124。

## 政治
卡斯蒂永-德圣马托里所属的省级选区为巴涅尔德吕雄县。

## 人口

1962-2008年间卡斯蒂永-德圣马托里人口变化图示

卡斯蒂永-德圣马托里于2022年1月1日时的人口数量为399人。